# Upplands runinskrifter 1083
Upplands runinskrifter 1083 är en försvunnen vikingatida runsten som funnits i Gysta, Bälinge socken och Uppsala kommun. Stenen är försvunnen åtminstone sedan 1800-talets mitt.

## Inskriften
Translitterering av runraden:
[arta · lit · hakua · stain · at · faþur · sin nefkair · ok · hiþinfast · at · bonta · sin ik · ystain · at broþra sin]
Normalisering till runsvenska:
Arta(?) let haggva stæin at faður sinn Næfgæiʀ ok Heðinfast at bonda sinn ok Øystæinn at broður sinn.
Översättning till nusvenska:
arta lät hugga stenen efter sin fader Nävger, och Hedenfast efter sin man, och Östen efter sin broder.